# King of the Mountain match
King of the Mountain match – specjalna odmiana ladder matchu odbywająca się wyłącznie w amerykańskiej federacji wrestlingowej Impact Wrestling (dawniej Total Nonstop Action Wrestling).

## Zasady pojedynku

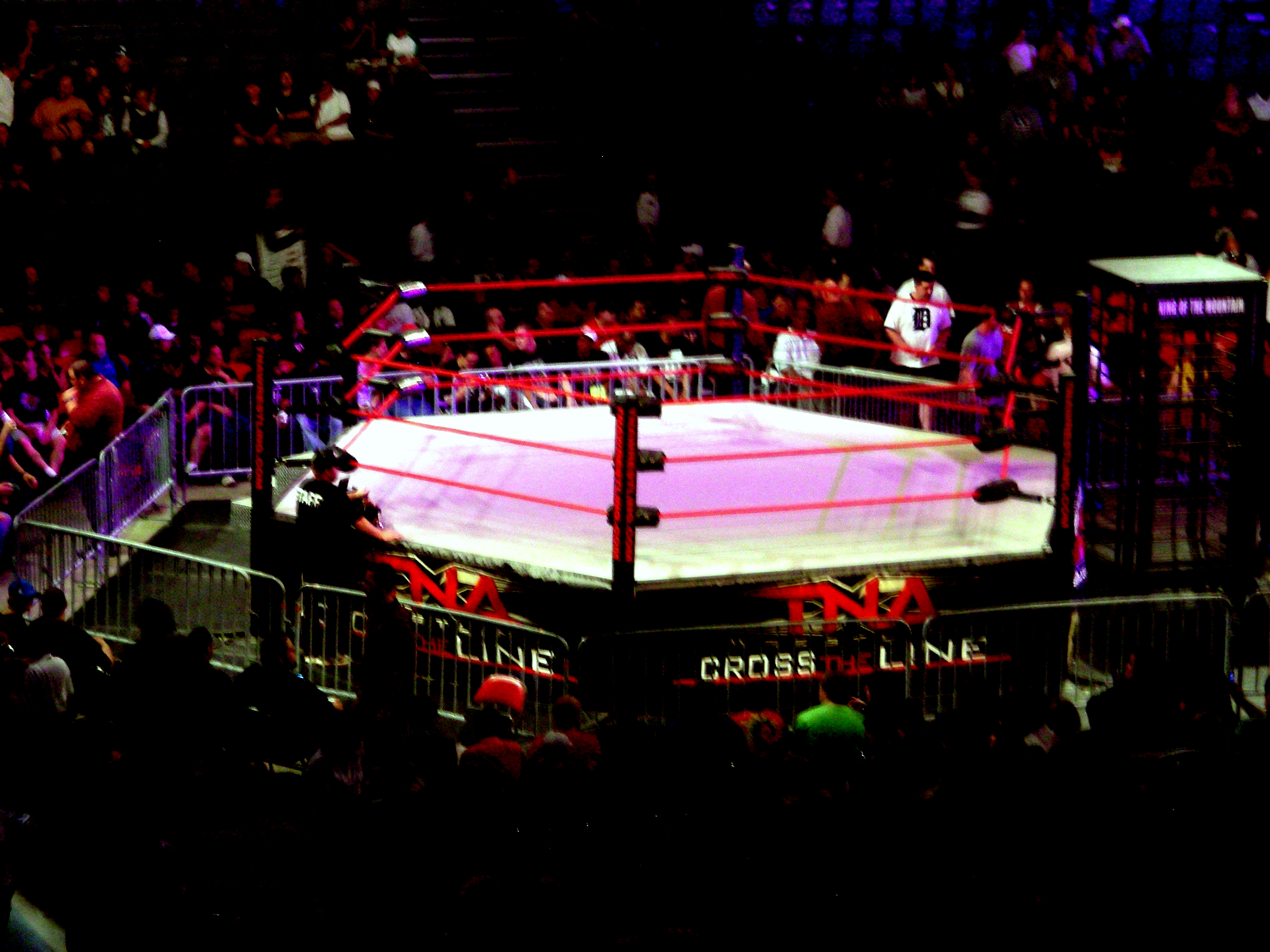
Sześciokątny ring TNA przed King of the Mountain matchem, z widoczną po prawej stronie „karną klatką”.

1. W pojedynku bierze udział pięciu zawodników, którzy na początku nie spełniają odpowiednich warunków, by przejąć pas. Aby spełnić warunki, zawodnik musi przypiąć (pinfall) lub zmusić do poddania (submission) innego uczestnika w ringu bądź poza nim (zasada Falls Count Anywhere).
2. Przegrany musi spędzić dwie minuty w „karnej klatce”, a wygrany odbiera z rąk sędziego tytuł.
3. We wspomnianej klatce możliwe jest przebywanie nawet kilku wrestlerów jednocześnie. Często w środku toczą ze sobą pojedynek lub tworzą sojusz.
4. Gdy pas trafia do któregoś z zawodników, każdy inny spełniający warunki, może mu go ukraść. Natomiast jeśli w jakimkolwiek momencie pas zostanie upuszczony i żaden uczestnik nie zdoła szybko go przejąć, wraca do sędziego.
5. Zwycięzcą uznaje się tego, kto wspiąwszy się na drabinę, zawiesi pas na haku umieszczonym nad ringiem.
King of the Mountain match różni się od typowego ladder matchu tym, że uczestnicy starają się zawiesić pas na haku nad ringiem po wejściu na drabinę, zamiast zdjąć go z niego.

## Historia

### King of the Mountain
28 czerwca 2015 roku, na gali Slammiversary, King of the Mountain match powrócił po sześcioletniej przerwie. Zwycięzca tego pojedynku zdobył reaktywowany tytuł TNA King of the Mountain Championship.
| Lp. | Pojedynek                                                                              | Stypulacja                                                                            | Wydarzenie           | Dzień i miejsce                        | Odn.   |
| --- | -------------------------------------------------------------------------------------- | ------------------------------------------------------------------------------------- | -------------------- | -------------------------------------- | ------ |
| 1   | Jeff Jarrett pokonał Rona Killingsa (c), AJ Stylesa, Ravena i Chrisa Harrisa           | King of the Mountain match o NWA World Heavyweight Championship                       | TNA Weekly PPV 97    | 2 czerwca 2004 Nashville, Tennessee    | [ 3 ]  |
| 2   | Raven pokonał AJ Stylesa (c), Monty’ego Browna, Abyssa i Seana Waltmana                | King of the Mountain match o NWA World Heavyweight Championship                       | Slammiversary (2005) | 19 czerwca 2005 Orlando, Floryda       | [ 4 ]  |
| 3   | Jeff Jarrett pokonał Christiana Cage’a (c), Abyssa, Rona Killingsa i Stinga            | King of the Mountain match o NWA World Heavyweight Championship                       | Slammiversary (2006) | 18 czerwca 2006 Orlando, Floryda       | [ 5 ]  |
| 4   | Kurt Angle pokonał Samoa Joe, AJ Stylesa, Christiana Cage’a i Chrisa Harrisa           | King of the Mountain match o miano pierwszego TNA World Heavyweight Championa         | Slammiversary (2007) | 17 czerwca 2007 Nashville, Tennessee   | [ 6 ]  |
| 5   | Kaz pokonał Chrisa Sabina, Curry Mana, Jimmy’ego Rave'a i Johnny’ego Devine'a          | King of the Mountain match o możliwość walki o TNA World Heavyweight Championship     | TNA iMPACT!          | 5 czerwca 2008 Orlando, Floryda        | [ 7 ]  |
| 6   | Samoa Joe (c) pokonał Roberta Roode’a, Bookera T, Rhino i Christiana Cage’a            | King of the Mountain match o TNA World Heavyweight Championship                       | Slammiversary (2008) | 8 czerwca 2008 Southaven, Mississippi  | [ 8 ]  |
| 7   | Suicide (c) pokonał Jaya Lethala, Consequences Creeda, Chrisa Sabina i Alexa Shelleya  | King of the Mountain match o TNA X Division Championship                              | Slammiversary (2009) | 21 czerwca 2009 Auburn Hills, Michigan | [ 9 ]  |
| 8   | Kurt Angle pokonał Micka Foleya(c), Jeffa Jarretta, AJ Stylesa i Samoa Joe             | King of the Mountain match o TNA World Heavyweight Championship                       | Slammiversary (2009) | 21 czerwca 2009 Auburn Hills, Michigan | [ 9 ]  |
| 9   | Jeff Jarrett pokonał Matta Hardy’ego, Erica Younga, Drew Gallowaya i Bobby’ego Roode’a | King of the Mountain match o reaktywowany tytuł TNA King of the Mountain Championship | Slammiversary (2015) | 28 czerwca 2015 Orlando, Floryda       | [ 2 ]  |
| 10  | PJ Black pokonał Lashleya, Chrisa Mordetzky’ego, Erica Younga i Robbiego E             | King of the Mountain Match o zwakowany TNA King of the Mountain Championship          | Impact Wrestling     | 12 sierpnia 2015 Orlando, Floryda      | [ 10 ] |
| 11  | Eric Young (c) pokonał Willa Ospreaya, Big Damo, Brama i Jimmy’ego Havoca              | King of the Mountain Match o TNA King of the Mountain Championship                    | Impact Wrestling     | 8 marca 2016 Birmingham, Anglia        | [ 11 ] |
| 12  | Bram (c) pokonał Eli Drake’a, Andrew Everetta, Jessiego Godderza i Robbiego E          | King of the Mountain Match o TNA King of the Mountain Championship                    | Impact Wrestling     | 3 maja 2016 Orlando, Floryda           | [ 12 ] |

### Queen of the Mountain
| Lp. | Pojedynek                                                                          | Stypulacja                                                        | Wydarzenie           | Dzień i miejsce                      | Odn.   |
| --- | ---------------------------------------------------------------------------------- | ----------------------------------------------------------------- | -------------------- | ------------------------------------ | ------ |
| 1   | Jordynne Grace pokonała Tashę Steelz (c), Deonnę Purrazzo, Chelsea Green i Mię Yim | Queen of the Mountain Match o Impact Knockouts World Championship | Slammiversary (2022) | 19 czerwca 2022 Nashville, Tennessee | [ 13 ] |

## Statystyki

### Uczestnicy
| Wrestler                   | Zwycięstwa | Uczestnictwo |
| -------------------------- | ---------- | ------------ |
| Jeff Jarrett               | 3          | 4            |
| Kurt Angle                 | 2          | 2            |
| Kaz                        | 1          | 1            |
| Suicide                    | 1          | 1            |
| PJ Black                   | 1          | 1            |
| Raven                      | 1          | 2            |
| Bram                       | 1          | 2            |
| Samoa Joe                  | 1          | 3            |
| Eric Young                 | 1          | 3            |
| Monty Brown                | 0          | 1            |
| Sean Waltman               | 0          | 1            |
| Sting                      | 0          | 1            |
| Curry Man                  | 0          | 1            |
| Jimmy Rave                 | 0          | 1            |
| Johnny Devine              | 0          | 1            |
| Booker T                   | 0          | 1            |
| Rhino                      | 0          | 1            |
| Jay Lethal                 | 0          | 1            |
| Consequences Creed         | 0          | 1            |
| Alex Shelley               | 0          | 1            |
| Mick Foley                 | 0          | 1            |
| Matt Hardy                 | 0          | 1            |
| Drew Galloway              | 0          | 1            |
| Lashley                    | 0          | 1            |
| Chris Mordetzky            | 0          | 1            |
| Will Ospreay               | 0          | 1            |
| Big Damo                   | 0          | 1            |
| Jimmy Havoc                | 0          | 1            |
| Eli Drake                  | 0          | 1            |
| Andrew Everett             | 0          | 1            |
| Jessie Godderz             | 0          | 1            |
| Ron Killings               | 0          | 2            |
| Abyss                      | 0          | 2            |
| Chris Harris               | 0          | 2            |
| Chris Sabin                | 0          | 2            |
| Robert Roode / Bobby Roode | 0          | 2            |
| Robbie E                   | 0          | 2            |
| Christian Cage             | 0          | 3            |
| AJ Styles                  | 0          | 4            |

### Uczestniczki
| Wrestler        | Zwycięstwa | Uczestnictwo |
| --------------- | ---------- | ------------ |
| Jordynne Grace  | 1          | 1            |
| Chelsea Green   | 0          | 1            |
| Deonna Purrazzo | 0          | 1            |
| Mia Yim         | 0          | 1            |
| Tasha Steelz    | 0          | 1            |